# Maurice Lamontagne
Maurice Lamontagne PC FRSC FRSA (* 7. September 1917 in Mont-Joli, Québec; † 12. Juni 1983) war ein kanadischer Wirtschaftswissenschaftler, Hochschullehrer und Politiker der Liberalen Partei Kanadas, der insgesamt mehr als 20 Jahre Abgeordneter des Unterhauses und Mitglied des Senats sowie einige Zeit Minister war.

## Leben
Nach dem Schulbesuch absolvierte Lamontagne ein Studium der Sozialwissenschaften an der Universität Laval sowie der Wirtschaftswissenschaften an der Harvard University, das er jeweils mit einem Master of Science (M.Sc.) abschloss. Im Anschluss übernahm er 1943 eine Professur für Wirtschaftswissenschaften an der Universität Laval und lehrte dort bis 1954. Nachdem er zwischen 1954 und 1957 für eine Regierungsbehörde tätig war, lehrte er seit 1957 als Professor für Wirtschaftswissenschaften an der Universität Ottawa und wurde wegen seiner Verdienste sowohl Fellow der Royal Society of Canada als auch der Royal Society of Arts.
Bei der Unterhauswahl vom 31. März 1958 sowie vom 18. Juni 1962 kandidierte er für die Liberale Partei im Wahlkreis Québec East jeweils ohne Erfolg für ein Abgeordnetenmandat. Bei der darauf folgenden Wahl vom 8. April 1963 wurde er schließlich zum Abgeordneten in das Unterhaus gewählt und vertrat in diesem bis zu seinem Mandatsverzicht am 6. April 1967 den Wahlkreis Outremont-Saint-Jean.
Am 22. April 1963 wurde Lamontagne von Premierminister Lester Pearson, dessen Berater er zwischen 1958 und 1963 war, als Präsident des Kronrates in das 19. kanadische Kabinett berufen. Nach einer Kabinettsumbildung wurde er am 3. März 1964 Staatssekretär für Kanada, ehe er von diesem Amt am 17. Dezember 1965 zurücktrat, nachdem die konservativen Opposition ihm und dem damaligen Postminister René Tremblay zu Unrecht vorgeworfen hatte, in den sogenannten „Möbel-Skandal“ im Zuge des Konkurses des Montrealer Unternehmens Selkind Brothers verwickelt gewesen zu sein. Premierminister Pearson nahm mit Bedauern den Rücktritt an, da das politische Ansehen praktisch zerstört war.
Nach seinem Ausscheiden aus dem Unterhaus wurde er am 6. April 1967 auf Vorschlag von Premierminister Pearson Mitglied des Senats und vertrat dort bis zu seinem Tod am 12. Juni 1983 den Senatsbezirk Inkerman.
Während seiner langjährigen Senatsmitgliedschaft war er zwischen Mai 1967 und April 1968, September 1969 und September 1972 sowie abermals zwischen Januar 1973 und Oktober 1977 Vorsitzender des Senatssonderausschusses für Wissenschaftspolitik sowie zugleich vom 12. September 1968 bis zum 1. September 1972 sowie erneut vom 4. Januar 1973 bis zum 9. Mai 1974 Vorsitzender des Ständigen Senatsausschusses für Gesundheit, Wohlfahrt und Wissenschaft. Daneben fungierte er vom 23. Oktober 1969 bis zum 7. Oktober 1970 erstmals als Co-Vorsitzender des Gemeinsamen Sonderausschusses des Parlaments von Kanada für die kanadische Verfassung. Im Anschluss war er zwischen dem 30. September 1974 und dem 12. Oktober 1976 Vize-Vorsitzender dieses Ausschusses sowie erneut vom 18. Oktober 1977 bis zum 10. Oktober 1978 Co-Vorsitzender des Gemeinsamen Parlamentssonderausschusses für die Verfassung.
Ihm zu Ehren wurde das 1987 eröffnete Maurice Lamontagne Institute in Mont-Joli-Rimouski benannt, ein zum Ministerium für Fischerei und Ozeane gehörendes Ozeanografisch-Meeresbiologische Institut.

## Veröffentlichungen
- Étude sur le plan Marsh; présenté au Conseil supérieur du travail, 1943
- Le chomage dans l'apres-guerre, Québec 1944
- Les problèmes économiques de la ville de Québec : le passé, le présent, l'avenir?, Québec 1946
- Le fédéralisme canadien : évolution et problèmes, Québec 1954
- The economic and social consequences of affluence and change, 1967
- La société d'abondance et de technostructure . Fédération des caisses populaires Desjardins, 11e congrès, 1970, Montreal 1970
- Le Canada à l'ère exponentielle, Montreal 1972
- Etude critique sur la nouvelle entente Québec-Canada : manuscrits, 1980
- La réponse au Livre blanc du PQ : le référendum piégé, Montreal 1980
- Monetary policy on trial, Ottawa 1981
- The double deal: a response to the Parti québécois white paper and referendum question, Montreal 1980
- Business cycles in Canada: the postwar experience and policy directions, Toronto 1984